# ¡Salta!
¡Salta! és una pel·lícula gallega de comèdia i fantasia de 2023, dirigida per Olga Osorio. La pel·lícula es va estrenar l'1 de setembre de 2023. S'ha subtitulat al català.

## Sinopsi
A l'estiu de 1989 conviuen dos nens, en Teo, un jove futboler una mica entremaliat, i l'Óscar, un setciències que passa les tardes a l'estiu estudiant. En realitat, tots dos breguen a la seva manera amb la desaparició de la seva mare, una científica obsessionada amb els forats de cuc.

## Repartiment
- Tamar Noves com a Óscar
- Marta Nieto com a Elena
- Mário Santos com a Teo
- Rubén Fulgencio com l'Óscar de 13 anys
- Irene Jiménez com a Alba
- Saúl Esgueva com a Pablo
- Mabel Rivera com l'àvia
- Manuel Manquiña com a Manuel
- Lara Morgalo com a Elena de 12 anys
- Machi Salgado com el guerriller[4]